# Yannick Quesnel
Pour les articles homonymes, voir Quesnel.
Yannick Quesnel, né le 24 octobre 1973 à Libourne, est un footballeur français, jouant comme gardien de but.

## Biographie
Formé au Girondins de Bordeaux après des passages aux centres de formation du FC Sochaux-Montbéliard et du FC Libourne, sans passer par les équipes premières, Yannick Quesnel rejoint en 1998, la Ligue 2 pour trouver une place de titulaire à l'AS Cannes où il passe deux saisons.
En 2000, il quitte le club et rejoint le Naval 1º de Maio en deuxième division portugaise. Il reste une saison avant de rejoindre un autre club portugais, le FC Alverca en première division.
Il reste trois saisons et va connaitre la relégation la première saison, puis une montée la saison suivante et une seconde rétrogradation avant de rejoindre le Benfica Lisbonne en tant que doublure. Il joue son seul match lors d'un match de barrage de Ligue des champions et est remplaçant quelques jours plus tard lors de la défaite en Supercoupe du Portugal.
Il est prêté au GD Estoril en 2005, puis à l'Olympique de Marseille pour la saison 2005-2006. Il joue huit matchs au GD Estoril et aucun avec l'équipe première de l'OM, remportant tout de même son premier trophée la Coupe Intertoto en tant que remplaçant. En 2006, il résilie son contrat avec le Benfica, puis rejoint l'AS Monaco. Il résilie le 10 janvier 2007 son contrat avec le club de la Principauté, mettant ainsi un terme à sa carrière professionnelle.
Il joue ensuite aux États-Unis au CAL Vulcans puis dans les clubs amateur de Stade Beaucairois et de l'ES Pennoise jusqu'en 2010.

### Reconversion
Il se reconverti comme entraineur des gardiens et prendra le poste pour la sélection de Mauritanieau côté du sélectionneur Patrice Neveu entre 2012 et 2014.
En 2017, il devient entraineur des gardiens du Bergerac Périgord Football Club.
Après un passage comme entraineurs des gardiens au club de Horoya Athlétic Club en Guinée entre 2018 et 2019, il prend le même poste pour la sélection du Gabon entre 2019 et 2023 dans les deux dans le staff de Patrice Neveu à nouveau.
En 2024, il est l'entraineur des gardiens de la Guinée pour les Jeux Olympiques 2024.

## Palmarès
- Vainqueur de la Coupe Intertoto en 2005 avec l'Olympique de Marseille
- Finaliste de la Supercoupe du Portugal en 2004 avec le Benfica Lisbonne